# De Må Være Belgiere
De Må Være Belgiere, også kaldet for DMVB, er et dansk postpunkband, der blev dannet i Aarhus i 1982 af Jesper Hede (vokal, guitar), Nils Skovbjerg (guitar) Jacob Leth (bas) og Majka Bjørnager (trommer). Denne konstellation eksisterede frem til 1986, hvor gruppen blev opløst. I 2017 blev gruppen gendannet med Mark Winther på trommer. I 2019 udsendtes albummet Tiden bøjer af. I 2021 udkom albummet Paradis og i 2023 Antagonist.

## Historie: 1982-86
De Må Være Belgiere var en del af den danske postpunkscene i 1980'erne og udgav i 1983 en enkelt EP på pladeselskabet Replik Muzick. Gennem en periode på fire år spillede bandet rundt omkring i Danmark bl.a. på mindre festivaler og som opvarmning til bl.a. Sods, Ballet Mecanique og John Cale.
I 2006 genudgav pladeselskabet Tryghed og Tristesse EP'en på CD inklusiv en koncert fra Musikcaféen i Huset i København optaget den 29. juni 1983. Udgivelsen blev positivt modtaget. I 2010 udgav det amerikanske pladeselskab Dark Entries Records en nymastereret version af EP'en på 12" vinyl. Albummet var en splitudgivelse med bandet End Of Your Garden.

## Gendannelse: 2017-nu
I marts 2017 blev De Må Være Belgiere gendannet. Den 13. september 2019 udkom første nye udgivelse i 36 år - albummet Tiden bøjer af, der modtog positive anmeldelser.Den 19. september 2019 spillede bandet sin første koncert i 33 år på spillestedet Alice på Nørrebro. Ved koncerten indtrådte guitarist Stefan Weinreich som femte medlem af bandet. De Må Være Belgiere har efterfølgende udgivet endnu 2 albums og spillet en række koncerter I Danmark i forbindelse med udgivelserne. De Må Være Belgiere har bl.a. spillet dobbeltkoncerter med Iceage og No Knox.
Jacob Leth var bassist i grupperne Bilfabrikker, GRIND, Amstrong og NO GOD. Mark Winther og Stefan Weinreich har begge spillet i Snuff Cameramen og Racing Ape. Jesper Hede spillede i The Squinteyed og Roxy Art Objects og blev senere litteraturforsker på Aarhus Universitet.

## Diskografi
- EP: Er Det Tirsdag Må Det Være Belgien. Replik Muzick (REP 4), 1983
- CD: De Må Være Belgiere, REP 4 og koncert Musikcaféen 1983. Tryghed & Tristesse (TT02), 2006
- 12": De Må Være Belgiere: Er Det Tirsdag Må det Være Belgien og End Of Your Garden: Celebration. Dark Entries (DE-011), 2010.
- Single: Amnesi. Black Pilot (BPX003S1), 2019.
- Single: Tiden bøjer af. Black Pilot (BPX003S2), 2019.
- Album: Tiden bøjer af. Black Pilot (BPX004), 2019.
- Single: Elsket og nøgen. Black Pilot (BPX005S), 2019.
- Single: I den tynde tråd. Black Pilot (BPX006S), 2020.
- Album: Paradis. Black Pilot (BPX010), 2021. Arkiveret 24. august 2021 hos  Wayback Machine
- Album: Antagonist. Glorious Records (GRDB102), 2023.